# Koebok Rossijskich Zjeleznych Dorog (basketbal)
De Koebok Rossijskich Zjeleznych Dorog (Russisch: Кубок Российских Железных Дорог; "Bekertoernooi van de Russische spoorwegen"), afgekort Koebok RZjD (Кубок РЖД), was een internationaal toernooi dat werd georganiseerd om het jubileum van de Russische spoorwegen te vieren. Het toernooi werd gespeeld in Rostov aan de Don en later in Krasnodar, Rusland. De gastheer van het toernooi was Lokomotiv-Koeban Krasnodar. De wedstrijden werden gespeeld in het Basket-Hall Krasnodar.

## Winnaars van de Koebok Rossijskich Zjeleznych Dorog
| Jaar | Winnaar          | Uitslag | Tegenstander               |
| ---- | ---------------- | ------- | -------------------------- |
| 2005 | Lokomotiv Rostov | 81 - 78 | Lokomotiv Rostov 2         |
| 2006 | Lokomotiv Rostov | 71 - 53 | Lokomotiv Rostov 2         |
| 2007 | Lokomotiv Rostov | 83 - 80 | CSK VVS Samara             |
| 2008 | Lokomotiv Rostov | 93 - 86 | Azovmasj Marioepol         |
| 2009 | Boedivelnik Kiev | 58 - 44 | Lokomotiv-Koeban Krasnodar |
| 2011 | CSKA Moskou      | 81 - 66 | Lokomotiv-Koeban Krasnodar |

## Winnaars aller tijden
| Cups | Club                       | In:                    |
| ---- | -------------------------- | ---------------------- |
| 4    | Lokomotiv-Koeban Krasnodar | 2005, 2006, 2007, 2008 |
| 1    | Boedivelnik Kiev           | 2009                   |
| 1    | CSKA Moskou                | 2011                   |

## Per land
| Cups | x clubs | Land     |
| ---- | ------- | -------- |
| 5    | 2       | Rusland  |
| 1    | 1       | Oekraïne |

2005 · 2006 · 2007 · 2008 · 2009 · 2011